# Land- und Stadtgericht Rüthen
Das Land- und Stadtgericht Rüthen war von 1839 bis 1849 ein preußisches Land- und Stadtgericht mit Sitz in Rüthen.

## Geschichte
Das Land- und Stadtgericht Rüthen entstand zum 1. Januar 1839 aus dem aufgelösten Justizamt Rüthen und Teilen des aufgelösten Justizamtes Belecke, nämlich der Bürgermeisterei Warstein und den Steuergemeinden Hirschberg, Warstein, Belecke, Allagen und Mülheim. Im Sprengel lebten anfangs 12.869 Gerichtseingesessene. Am Gericht waren ein Direktor, zwei Assessoren und sechs nicht-richterliche Mitarbeiter beschäftigt.
Nach der Märzrevolution wurden in Preußen die Patrimonialgerichte abgeschafft und einheitlich Kreisgerichte geschaffen. Das Land- und Stadtgericht Rüthen wurde aufgelöst und stattdessen die Gerichtskommission Rüthen des Kreisgerichts Lippstadt im Bezirk des Appellationsgerichts Arnsberg geschaffen.